# Scott Baio
Scott Baio (New York, 1960. szeptember 22. –) olasz-amerikai színész. Két celebreality is készült a főszereplésével: Scott Baio Is 45...and Single és Scott Baio Is 46...and Pregnant. Republikánus.

## Élete
1960-ban született a brooklyni Bay Ridge-ben, Rose és Mario Baio gyermekeként. A brooklyni Bensonhurstben nőtt fel testvéreivel együtt. A Xaverian High Schoolban tanult.

## Filmjei
- Tündéri keresztszülők csodálatos nyaralása (2014)
- Nickelodeon Kids' Choice Awards 2013 (2013)
- See Dad Run (2012)
- Az életen túl (2008)
- Minizsenik 2 (2004)
- A kocka fordul egyet (2001)
- Szerelem kívánságra (2001)
- Vakszerencse (2001)
- (Detonator) (1998)
- Danielle Steel: Áldott teher (1995)
- Halálbiztos diagnózis (1993)
- Harry és a Henderson-család (1991)
- Perry Mason: Halálos lapzárta (1991)
- (Baby Talk) (1991)
- Rókák (1980)
- Bugsy Malone (1976)

## További információ
- Hivatalos oldal
- Scott Baio a PORT.hu-n (magyarul)
- Scott Baio az Internetes Szinkronadatbázisban (magyarul)
- Scott Baio az Internet Movie Database-ben (angolul)
- Scott Baio a Rotten Tomatoeson (angolul)
- AllMovie